# 模範莊園 (科羅拉多州)
模範莊園（英語：Paragon Estates）是位於美國科羅拉多州圓石縣的一個人口普查指定地區。

## 地理
模範莊園的座標為39°58′55″N 105°10′29″W / 39.98194°N 105.17472°W，而該地最高點為海拔高度1676米（即5500英尺）。

## 人口
根據2010年美國人口普查的數據，模範莊園的面積為4.4平方千米，均為陸地。當地共有人口928人，而人口密度為每平方千米210人。